# Header Bidding

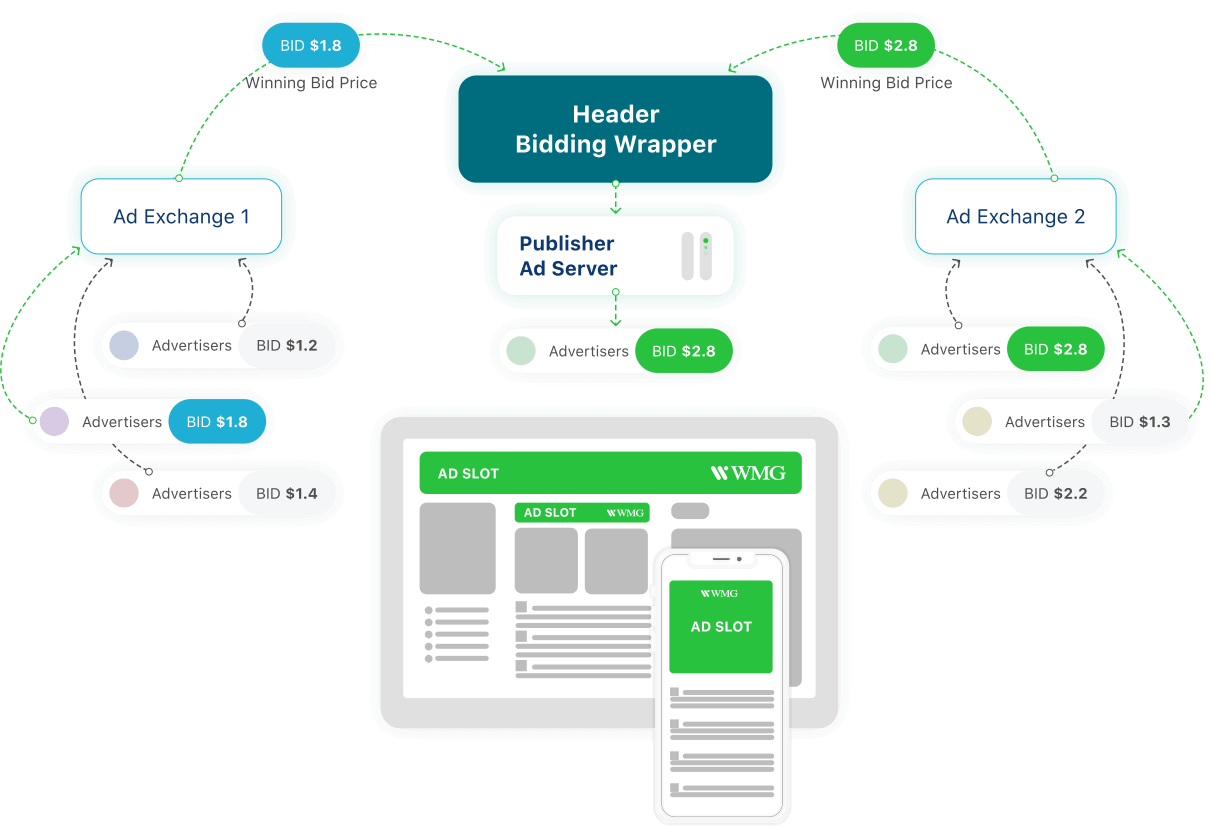
Схематичне пояснення, як працює технологія

Header Bidding (попередній аукціон, торги за заголовком, advance bidding, pre-bidding) — механізм автоматичної торгівлі цифровою рекламою, ця технологія дозволяє одночасно приймати ставки на одні й ті ж рекламні місця.
Це технологія автоматичної закупівлі рекламного інвентарю в режимі реального часу на базі аукціону. Технологія прийшла на заміну стандартній моделі водоспаду (Waterfall), яка використовується як сайтами, так і мобільними додатками. За суттю Header Bidding нагадує технологію торгівлі в реальному часі, але значніше простіший в інтеграції.
Технологія Header Bidding Wrapper (або рішення у форматі фреймворка для попереднього аукціону) розроблена для управління великою кількістю рекламодавців, дозволяє автоматизувати проведення аукціонів.
Торги за заголовком є важливою частиною автоматизованої реклами.

## Принцип роботи
Завдяки торгам за заголовками, власники майданчиків можуть одночасно пропонувати різним рекламодавцям рекламні площі на своїх сайтах. Клієнт тим часом може подати заявку на рекламу в режимі реального часу. В результаті конкуренція дозволяє рекламодавцям генерувати вищі продажі.
Header bidding складається з коду Java Script, розміщеного у верхній частині сайту, розміщеного на вебсторінці онлайн видавництва, який безпосередньо створює значну кількість асинхронних рекламних запитів до рекламодавців, що працюють за логікою header bidding.
Header bidding фреймворк за своїм задумом є додатком до первинного рекламного сервера, з допомогою якого видавець створює рекламні позиції для свого сайту. Найбільш розповсюдженим рекламним сервером у світі є Google Ad Manager. Технологія header bidding wrapper може містити «відкритий» або «закритий» код. У випадку останнього, який пропонує prebid.js, онлайн видавництва можуть легко додавати та видаляти рекламних партнерів зі списку фреймворка.

### Процедура призначення ставок
1. власник сайту встановлює JavaScript-код header bidding wrapper у код вебсторінок на своєму сайті, який налаштований на проведення аукціону для рекламних блоків рекламного сервера
2. під час завантаження сторінки серед рекламодавців проводиться аукціон на використання створеної рекламної площі
3. відповіді з цінами рекламодавців надсилаються на рекламний сервер, який обробляє ставки та обирає найвищу
4. покупець із найвищою ставкою отримує рекламний простір і його рекламні матеріали з'являються на сайті[7][8]

При підключенні header bidding фреймворку видавець має додати відповідний ідентифікатор нетворку Google Ad Manager, після чого цей фреймворк згенерує Позиції у приорітеті із діапазоном ставок у Google Ad Manager видавця та javascript-код. Данний код власник інтегрує на сайт або до мобільного додатку.

## Історія
Технологія з'явилась 2015-го року, основною перевагою технології є те, що всі партнери мають рівні права на показ реклами. Перемагає найбільша ставка, після чого вона показується на сайті або в мобільному додатку. Популярним header bidding став 2016 року. Завдяки поширенню технології Header Bidding, так званий «Аукціон першої ціни» (англ. First Price Auction) поступово витісняє «Аукціон другої ціни» (англ. Second Price Auction або аукціон Вікрі), як результат 2019 року Google офіційно оголошує про перехід на аукціон першої ціни для своїх монетизаційних платформ Google AdSense та Google Ad Exchange.

## Учасники процесу
1. Header Bidding Wrapper (Solution) — технологічний продукт (software), побудований на базі технології Header Bidding, платформа — де фактично проходить аукціон. Як базова версія може бути використана найбільш розповсюджена бібліотека Prebid.js, з мінімальним функціоналом, що вимагає постійного втручання в код сайту або мобільного додатка. Також існує багато технологічних продуктів побудованих на базі Prebid.js, які не вимагають від користувача постійного втручання в код сайту.
2. Header Bidding Adapters — рекламні партнери, що фактично роблять ставки. Список рекламодавців є на офіційному сайті Prebid [Архівовано 19 червня 2020 у Wayback Machine.].
3. Publisher — сайт або мобільний додаток, який отримує прибуток від показу реклами.
4. Модуль аналітики — рішення, що дозволяє отримати всі необхідні дані про кожного адаптера, який бере участь в аукціоні.
5. Рекламний сервер — продукт, завдання якого отримати рекламний креатив з максимальною ставкою від Header Bidding Wrapper і відобразити його на сайті або мобільному додатку[16].

## Статистика
Згідно з дослідженнями, 86 % з найбільших онлайн-видавців США використовують технологію header bidding для монетизації контенту. У Європі поширення технології загалом нижче, ним загалом користуються понад 50 % серед більшості великих власників сайтів, відсоток зростає. Основні країни, де використовують технологію: США, Британія, Франція, Канада, Ізраїль, Німеччина, Іспанія, Індія, Італія, Росія.

## Приклади
Це відкрита технологія, на базі якої будь-хто може створити власний аукціон. Існує три основних рішення:
1. Prebid — відкрите і безкоштовне програмне забезпечення для вебсайтів — найбільш поширено.
2. Google OpenBidding (EBDA) — закритий аукціон серед верифікованих Third Party Networks, належить Google.
3. Yandex динамічна монетизація — працює за прикладом Google OpenBidding, торги проходять на платформі російської компанії Яндекс. Орієнтована на ринок РФ.

## Переваги
1. Збільшення прибутку від продажу медійної реклами на сайтах і в мобільних додатках за рахунок більш широкого списку покупців і моделі First Price Auction
2. Простота інтеграції — технологія зазвичай не вимагає налаштування стилів або скриптів сайту, аналізувати їхню ефективність і міняти пріоритети[19][20]
3. Додаткові опції та можливості автоматизації: автоматизована робота з первинним рекламним сервером, просунуті звітність та аналітика, керування таймаутами, можливість відображати декілька реклам у слоті впродовж однієї сесії користувача тощо